# Рибка-Пархоменко Наталія Володимирівна
Ната́лія Володи́мирівна Рибка-Пархо́менко (нар. 23 вересня 1979, м. Харків) — українська актриса, співачка, радіо- та телеведуча; заслужена артистка України; з 2006 року акторка Львівського академічного театру імені Леся Курбаса; учасниця гурту «Курбаси». 

## Життєпис

### Харківський період
Народилась та виросла у Харкові. В дитинстві мріяла стати співачкою і журналісткою, але згодом вирішила поступити у Харківський університет мистецтв ім. Івана Котляревського на театральне мистецтво. Закінчила навчання 2000 року. Того ж року почала грати у Харківському молодіжному театрі «Post Scriptum» під керівництвом Світлани та Степана Пасічник, пропрацювала там до 2006 року. 2003 року зіграла у виставі Харківського державного академічного театру ім. Тараса Шевченка «Записки Кирпатого Мефістофеля» за Володимиром Винниченком.

### Львівський період
Першу пропозицію від Володимира Кучинського перейти в Львівський академічний театр імені Леся Курбаса Рибка-Пархоменко отримала 2003 року, коли акторка у складі театру «Post Scriptum» приїхала до Львова грати виставу за творами Ліни Костенко «Циганська муза». Тоді зацікавилась, але була ще не готова до переїзду з Харкова. Історія Наталії в театрі імені Курбаса почалася 2006 року з вистави «MA-NA HAT-TA (Небесна земля)» за радіоп’єсою Інґеборґ Бахман «Добрий Бог Мангеттену»: це була роль Дженіфер, молодої сучасної дівчини, яка переїхала до Нового Світу.
Надалі в театрі імені Леся Курбаса Рибка-Пархоменко розкрила свій талант у виставах українських і світових класиків та сучасних драматургів. Мала досвід співпраці з такими режисерами, як Володимир Кучинський, Андрій Приходько, Ніл Флекмен. Окрім театру, після переїзду до Львова працювала ведучою на радіо «Люкс FM» (псевдо — Юна) та телеведучою на ТРК «Люкс». З 2009 року співає в етногурті «Курбаси», сформованому з акторів Львівського театру ім. Леся Курбаса. Влітку 2011 року стала обличчям львівського фестивалю моди Lviv Fashion Week весна—літо 2012.

Спів є рівноцінною і невідділеною від театру частиною життя Наталії. Про свою участь у гурті «Курбаси» акторка казала: 
|  | Наші друзі й колеги нерідко запитували, ми співачки чи актриси? На це ми відповідаємо, що ми радше акторки, котрі творять музику. Можна ідеально синхронізувати звучання музичних інструментів та голосу, вийти і математично точно просто складати це докупи. Можливо, математика і працювала б на нас, проте у кожній пісні ми бачимо самодостатнє театральне дійство, яке хочеться проживати на сцені. |

Разом із гуртом активно виступає в Україні та за кордоном. Займається сольним виконанням: 2020 року в колаборації з Данутою Наугольник в межах проєкту «Наодинці Project» створили 10 відео з народними піснями у виконанні Наталії. Музична практика Рибки-Пархоменко зосереджена саме на відтворенні та переосмисленні українських народних пісень. 2020 року стала спікеркою TEDx із темою народної музики. В інтерв'ю The Ukrainians Наталія Рибка-Пархоменко казала про традиційні пісні: 
|                                                        | Музика є універсальним інструментом. Пісня швидко торкається серця людини. Нею можна зсувати гори. Це такий скарб! Так мало країн, які мають те, що маємо ми. У нас таких могутніх пісень дуже багато. У нас досі по селах іще живуть ті бабці, носії української пісенної традиції, які можуть навчити нас і пісень з різних регіонів, і глибокого коріння співу. Пісня — це велика зброя. |
| — https://theukrainians.org/natalka-rybka-parkhomenko/ | |

Окрім цього, акторка має ще й кримськотатарський репертуар. З киримли Наталія пов'язана з 2000 року, коли почала їздити на акторські тренінги в Крим. А 2015 року у Львові Маркіян Іванчишин запропонував акторці поїхати на музичний фестиваль у Слубіце (Польща), до якого були долучені і кримські татари. Цей проєкт курував активіст із Криму Халіл Халілов. 2021 року з'явився українсько-кримськотатарський проєкт «Yuşan-Зілля».
Під час російського вторгнення в Україну разом із іншими працівниками театру Курбаса активно займалася волонтерством у прихистку для внутрішніх переселенців, що був організований у приміщенні театру.

## Ролі в театрі
Харківський молодіжний театр «Post Scriptum»
- 2000 — Мелія, «Мсьє Амількар, або людина, яка платить», Ів. Жаміак
- 2001 — Пророчиця Тірца, «Шляхи рівняйте духові його» за Лесею Українкою
- 2002 — Дівчина, яка танцює, «Таня-Таня» Ольга Мухіна
- 2003 — Папуша, «Горохове плем`я» за Ліною Костенко і Оленою Телігою
- 2004 — Спів, Творчий вечір Лесі Українки
- 2005 — Суламиф, «Чари кохання» за текстами «Пісні пісень»

Харківський державний академічний театр ім. Тараса Шевченка
- 2003 — Біла Шапочка, «Записки Кирпатого Мефістофеля» Володимир Винниченко

Львівський академічний молодіжний театр ім. Леся Курбаса
- 2006 — Дженіфер, «Ma-na Hat-ta (Небесна земля)», за п’єсою Інґеборґ Бахман «Добрий бог Мангеттену»
- 2006 — Пишек, «Благодарний Еродій» Григорій Сковорода
- 2006 — Алкеста, «Хвала Еросу» за філософським твором Платона «Бенкет»
- 2007 — Діотима, «Silenus Alcibiadis» за філософським твором Платона «Бенкет»
- 2007 — Прочанин, Йоганна «Апокрифи» за Лесею Українкою
- 2008 — Ліза, «Амнезія, або Маленькі подружні злочини» Ерік-Емманюель Шмітт
- 2009 — «Формули екстази» за поезіями Богдана Ігоря Антонича
- 2010 — Софія, «Між двох сил» Володимир Винниченко
- 2011 — Русалка, Потерча, «Лісова пісня» за Лесею Українкою
- 2013 — Не Хор, «Так казав Заратустра» за Ніцше/КЛІМом
- 2016 — Хор, «Благодарний Еродій» Григорій Сковорода
- 2016 — Молода жінка, «Ножі в курях, або Спадок Мірошника» Девід Гарровер
- 2016 — Поліна, «Зимова казка» Вільям Шекспір
- 2017 — Князь Остромир, Князь Рогволод, богині, чорти, крамарі «Впольована пристрасть, або Підслухані пісні княжого саду» Галина Листвак, Ольга Ренн
- 2019 — Графиня де Сен-Фон, «Маркіза de Sade» за мотивами творів Юкіо Місіми
- 2019 — «Кабаре Бухенвальд. Вечір 1» КЛІМ
- 2020 — Мадам де Воланж «Небезпечні зв'язки» за Крістофером Гемптоном[2]

## Педагогічна діяльність
У 2004—2006 роках викладала акторську майстерність у Харківському університеті мистецтв ім. І. П. Котляревського, кафедра драматичного мистецтва. Індивідуальні роботи з курсом:
- Езоп, байки «До джерела чудес»,
- Олександр Олесь «По дорозі у казку».

З 2010 року викладає акторську майстерність у модельному агентстві «Lviv Fashion Week».
2015—2016 роки — тренінги для львів’ян та внутрішньо переміщених осіб з Криму та зі сходу України з ініціативи львівських організацій YMCA та КримSOS.
2020 — тренер курсу «Виразне мовлення» тренінгової компанії «Аґрус. Практика слова».

## Нагороди
- 2006 — «За найкращу жіночу роль першого плану» (Суламіф «Чари кохання», режисер Світлана Пасічник), третій Всеукраїнський відкритий молодіжний фестиваль «Театрон», Харків
- 2006 — Найкраща жіноча роль, Суламіф «Чари кохання», фестиваль «Театрон», Харків
- 2016 — Відзнака Львівської міської ради «Найкращий працівник культури» у сфері «театральне мистецтво»
- 2018 — Диплом «Фатальна жінка» за  роль Жінки «Ножі в курях, або Спадок мірошника», фестиваль «Тернопільські театральні вечори»
- 2019 — Відзнака Львівської міської ради «Найкращий працівник культури» у сфері «музичне мистецтво»[2]
- 2021 — Заслужена артистка України[14]

## Участь у фестивалях
- 2010 — Міжнародні театральні зустрічі INNOVICA, Польща
- 2012 — Міжнародний театральний фестиваль Сцена людства, Україна
- 2012 — Міжнародний театральний фестиваль Золотий Лев, Україна
- 2013 — Міжнародний театральний фестиваль Сцена людства, Україна[15]
- 2015 — фестиваль KlangCosmos festival в Німеччині із проєктом «Райце» гурту Курбаси
- 2018 — фестиваль Львівське Квадрієнале сценографії[2]